# 2020年夏季奧林匹克運動會體操比賽
2020年夏季奧林匹克運動會體操比賽，是因2019冠狀病毒病疫情而延期至2021年舉行的第32屆夏季奧林匹克運動會的其中一個比賽項目，於2021年7月24日至8月8日在日本東京都有明體操競技場進行。比賽分為三個分項，分別是競技體操、韻律體操和蹦床。其中競技體操14個小項，韻律體操2個小項，蹦床2個小項，三分項相加一共18個小項。

## 参赛资格
入选代表团的运动员必须符合奥林匹克宪章。
2019冠状病毒病疫情的暴发令所有原计划于2020年3月至6月进行的奥运资格赛均遭到推迟或取消。

### 竞技体操
与上届奥运相比，竞技体操项目的每队参赛人数以及参赛资格获取途径都有了显著的调整。参赛人数方面，如果一个国家/地区奥委会在其中一个性别上获得团体席位，则该国家/地区奥委会在该性别上最多可派出6名选手参赛，这当中4人可参加团体项目和个人项目，另外2人只能参加个人项目。如果一个国家/地区奥委会在其中一个性别上未能获得团体席位，则该国家/地区奥委会理论上最多可派出7名该性别的选手参赛。参赛途径方面，奥运测试赛不再提供参赛名额，各国家/地区奥委会最主要通过世界锦标赛、世界杯系列赛等途径获取参赛席位。
主办国日本可确保至少派出一名男选手和一名女选手参加竞技体操项目。
选手年龄限制方面，入选代表团的男运动员必须在2003年12月31日或之前出生，女运动员则必须在2005年12月31日或之前出生。
| 資格來源                                                                                        | 出線資格                              | 出線名額                          | 男子 | 男子                                                                 | 女子 | 女子                                                                 | 備註 |
| 資格來源                                                                                        | 出線資格                              | 出線名額                          | 個人名額 | 團體名額                                                             | 個人名額 | 團體名額                                                             | 備註 |
| ----------------------------------------------------------------------------------------------- | ------------------------------------- | --------------------------------- | --- | -------------------------------------------------------------------- | --- | -------------------------------------------------------------------- | --- |
| 2018年世界竞技体操锦标赛 · 2018年10月25日至11月3日 · 多哈                                       | 团体前3名                             | 12个男子参赛名额 12个女子参赛名额 | 中国（4） · 俄罗斯奥林匹克委员会（4） · 日本（4） | 中国 · 俄罗斯奥林匹克委员会 · 日本                                   | 美国（4） · 俄罗斯奥林匹克委员会（4） · 中国（4） | 美国 · 俄罗斯奥林匹克委员会 · 中国                                   | 如果获得席位的国家/地区奥委会放弃席位，空出的席位会根据2019年世界锦标赛对应性别团体项目的名次递补。 |
| 2019年世界竞技体操锦标赛 · 2019年10月4日至13日 · 德国斯图加特                                   | 团体前9名                             | 36个男子参赛名额 36个女子参赛名额 | 乌克兰（4） · 英国（4） · 瑞士（4） · 美国（4） · 中华台北（4） · 韩国（4） · 巴西（4） · 西班牙（4） · 德国（4）                                             | 乌克兰 · 英国 · 瑞士 · 美国 · 中华台北 · 韩国 · 巴西 · 西班牙 · 德国 | 法国（4） · 加拿大（4） · 荷兰（4） · 英国（4） · 意大利（4） · 德国（4） · 比利时（4） · 日本（4） · 西班牙（4） | 法国 · 加拿大 · 荷兰 · 英国 · 意大利 · 德国 · 比利时 · 日本 · 西班牙 | 不包含已经透过2018年世界锦标赛获得资格的队伍。 如果获得席位的国家/地区奥委会放弃席位，空出的席位会根据名次递补。 |
| 2019年世界竞技体操锦标赛 · 2019年10月4日至13日 · 德国斯图加特                                   | 男子个人全能前12名 女子个人全能前20名 | 11个男子参赛名额 17个女子参赛名额 | 菲律宾（1） · 古巴（1） · 意大利（1） · （1） · 法国（1） · 立陶宛（1） · 以色列（1） · 土耳其（1） · 亚美尼亚（1） · 保加利亚（1） · 荷兰（1） · 墨西哥（1） | 不適用                                                               | 巴西（1） · 瑞士（1） · （1） · 乌克兰（1） · 韩国（1） · 匈牙利（1） · 阿根廷（1） · 墨西哥（1） · 牙买加（1） · 朝鲜（1） · 捷克（1） · 古巴（1） · 罗马尼亚（1） · 奥地利（1） · 白俄罗斯（1） · 马来西亚（1） · 埃及（1） · 土耳其（1） · 斯洛伐克（1） · 葡萄牙（1） | 不適用                                                               | 已经获得团体席位的国家/地区奥委会不能通过此途径获得额外个人席位。 每个国家/地区奥委会在同一性别上通过此途径最多能获得的席位数为一个。 如果获得席位的国家/地区奥委会放弃席位，空出的席位会根据名次递补。 |
| 2019年世界竞技体操锦标赛 · 2019年10月4日至13日 · 德国斯图加特                                   | 自由体操前3名                         | 1个男子参赛名额 0个女子参赛名额   | 以色列（1） | 不適用                                                               | — | 不適用                                                               | 只有晋级对应单项决赛且未在对应性别上获得团体席位的国家/地区奥委会才能通过此途径获得席位。 每个国家/地区奥委会在同一性别上通过同一途径最多能获得的席位数为一个。 空出的单项席位会根据对应性别个人全能项目的名次递补。 |
| 2019年世界竞技体操锦标赛 · 2019年10月4日至13日 · 德国斯图加特                                   | 跳马前3名                             | 3个男子参赛名额 1个女子参赛名额   | 中国香港（1） · 越南（1） · 罗马尼亚（1） | 不適用                                                               | 韩国（1） | 不適用                                                               | 只有晋级对应单项决赛且未在对应性别上获得团体席位的国家/地区奥委会才能通过此途径获得席位。 每个国家/地区奥委会在同一性别上通过同一途径最多能获得的席位数为一个。 空出的单项席位会根据对应性别个人全能项目的名次递补。 |
| 2019年世界竞技体操锦标赛 · 2019年10月4日至13日 · 德国斯图加特                                   | 鞍马前3名                             | 2个男子参赛名额                   | 爱尔兰（1） · 法国（1） | 不適用                                                               | 不適用 | 不適用                                                               | 只有晋级对应单项决赛且未在对应性别上获得团体席位的国家/地区奥委会才能通过此途径获得席位。 每个国家/地区奥委会在同一性别上通过同一途径最多能获得的席位数为一个。 空出的单项席位会根据对应性别个人全能项目的名次递补。 |
| 2019年世界竞技体操锦标赛 · 2019年10月4日至13日 · 德国斯图加特                                   | 吊环前3名                             | 3个男子参赛名额                   | 土耳其（1） · 意大利（1） · 法国（1） | 不適用                                                               | 不適用 | 不適用                                                               | 只有晋级对应单项决赛且未在对应性别上获得团体席位的国家/地区奥委会才能通过此途径获得席位。 每个国家/地区奥委会在同一性别上通过同一途径最多能获得的席位数为一个。 空出的单项席位会根据对应性别个人全能项目的名次递补。 |
| 2019年世界竞技体操锦标赛 · 2019年10月4日至13日 · 德国斯图加特                                   | 双杠前3名                             | 1个男子参赛名额                   | 土耳其（1） | 不適用                                                               | 不適用 | 不適用                                                               | 只有晋级对应单项决赛且未在对应性别上获得团体席位的国家/地区奥委会才能通过此途径获得席位。 每个国家/地区奥委会在同一性别上通过同一途径最多能获得的席位数为一个。 空出的单项席位会根据对应性别个人全能项目的名次递补。 |
| 2019年世界竞技体操锦标赛 · 2019年10月4日至13日 · 德国斯图加特                                   | 单杠前3名                             | 2个男子参赛名额                   | 克罗地亚（1） · （1） | 不適用                                                               | 不適用 | 不適用                                                               | 只有晋级对应单项决赛且未在对应性别上获得团体席位的国家/地区奥委会才能通过此途径获得席位。 每个国家/地区奥委会在同一性别上通过同一途径最多能获得的席位数为一个。 空出的单项席位会根据对应性别个人全能项目的名次递补。 |
| 2019年世界竞技体操锦标赛 · 2019年10月4日至13日 · 德国斯图加特                                   | 高低杠前3名                           | 0个女子参赛名额                   | 不適用 | 不適用                                                               | — | 不適用                                                               | 只有晋级对应单项决赛且未在对应性别上获得团体席位的国家/地区奥委会才能通过此途径获得席位。 每个国家/地区奥委会在同一性别上通过同一途径最多能获得的席位数为一个。 空出的单项席位会根据对应性别个人全能项目的名次递补。 |
| 2019年世界竞技体操锦标赛 · 2019年10月4日至13日 · 德国斯图加特                                   | 平衡木前3名                           | 0个女子参赛名额                   | 不適用 | 不適用                                                               | — | 不適用                                                               | 只有晋级对应单项决赛且未在对应性别上获得团体席位的国家/地区奥委会才能通过此途径获得席位。 每个国家/地区奥委会在同一性别上通过同一途径最多能获得的席位数为一个。 空出的单项席位会根据对应性别个人全能项目的名次递补。 |
| 2018年至2020年竞技体操单项世界杯系列赛积分排名 2018年11月至2019年3月、2019年11月至2021年6月29日 | 自由体操首名                          | 1个男子参赛名额 1个女子参赛名额   | 西班牙（1） | 不適用                                                               | 意大利（1） | 不適用                                                               | 曾帮助所属国家/地区奥委会通过2018年或2019年世界锦标赛获得参赛席位的选手无法通过此途径为所属国家/地区奥委会争取奥运席位（以替补身份入选世锦赛团体项目名单的选手除外）。 每个国家/地区奥委会在同一性别最多只能通过该途径获得一个席位，不分单项。 如果获得席位的国家/地区奥委会放弃席位，空出的席位会按照同一单项的名次递补。 如果世界杯系列赛未能进行，空出的席位会根据2019年世界锦标赛对应性别个人全能项目的名次递补。 |
| 2018年至2020年竞技体操单项世界杯系列赛积分排名 2018年11月至2019年3月、2019年11月至2021年6月29日 | 跳马首名                              | 1个男子参赛名额 1个女子参赛名额   | 韩国（1） | 不適用                                                               | 美国（1） | 不適用                                                               | 曾帮助所属国家/地区奥委会通过2018年或2019年世界锦标赛获得参赛席位的选手无法通过此途径为所属国家/地区奥委会争取奥运席位（以替补身份入选世锦赛团体项目名单的选手除外）。 每个国家/地区奥委会在同一性别最多只能通过该途径获得一个席位，不分单项。 如果获得席位的国家/地区奥委会放弃席位，空出的席位会按照同一单项的名次递补。 如果世界杯系列赛未能进行，空出的席位会根据2019年世界锦标赛对应性别个人全能项目的名次递补。 |
| 2018年至2020年竞技体操单项世界杯系列赛积分排名 2018年11月至2019年3月、2019年11月至2021年6月29日 | 鞍马首名                              | 1个男子参赛名额                   | 日本（1） | 不適用                                                               | 不適用 | 不適用                                                               | 曾帮助所属国家/地区奥委会通过2018年或2019年世界锦标赛获得参赛席位的选手无法通过此途径为所属国家/地区奥委会争取奥运席位（以替补身份入选世锦赛团体项目名单的选手除外）。 每个国家/地区奥委会在同一性别最多只能通过该途径获得一个席位，不分单项。 如果获得席位的国家/地区奥委会放弃席位，空出的席位会按照同一单项的名次递补。 如果世界杯系列赛未能进行，空出的席位会根据2019年世界锦标赛对应性别个人全能项目的名次递补。 |
| 2018年至2020年竞技体操单项世界杯系列赛积分排名 2018年11月至2019年3月、2019年11月至2021年6月29日 | 吊环首名                              | 1个男子参赛名额                   | 希腊（1） | 不適用                                                               | 不適用 | 不適用                                                               | 曾帮助所属国家/地区奥委会通过2018年或2019年世界锦标赛获得参赛席位的选手无法通过此途径为所属国家/地区奥委会争取奥运席位（以替补身份入选世锦赛团体项目名单的选手除外）。 每个国家/地区奥委会在同一性别最多只能通过该途径获得一个席位，不分单项。 如果获得席位的国家/地区奥委会放弃席位，空出的席位会按照同一单项的名次递补。 如果世界杯系列赛未能进行，空出的席位会根据2019年世界锦标赛对应性别个人全能项目的名次递补。 |
| 2018年至2020年竞技体操单项世界杯系列赛积分排名 2018年11月至2019年3月、2019年11月至2021年6月29日 | 双杠首名                              | 1个男子参赛名额                   | 中国（1） | 不適用                                                               | 不適用 | 不適用                                                               | 曾帮助所属国家/地区奥委会通过2018年或2019年世界锦标赛获得参赛席位的选手无法通过此途径为所属国家/地区奥委会争取奥运席位（以替补身份入选世锦赛团体项目名单的选手除外）。 每个国家/地区奥委会在同一性别最多只能通过该途径获得一个席位，不分单项。 如果获得席位的国家/地区奥委会放弃席位，空出的席位会按照同一单项的名次递补。 如果世界杯系列赛未能进行，空出的席位会根据2019年世界锦标赛对应性别个人全能项目的名次递补。 |
| 2018年至2020年竞技体操单项世界杯系列赛积分排名 2018年11月至2019年3月、2019年11月至2021年6月29日 | 单杠首名                              | 1个男子参赛名额                   | 荷兰（1） | 不適用                                                               | 不適用 | 不適用                                                               | 曾帮助所属国家/地区奥委会通过2018年或2019年世界锦标赛获得参赛席位的选手无法通过此途径为所属国家/地区奥委会争取奥运席位（以替补身份入选世锦赛团体项目名单的选手除外）。 每个国家/地区奥委会在同一性别最多只能通过该途径获得一个席位，不分单项。 如果获得席位的国家/地区奥委会放弃席位，空出的席位会按照同一单项的名次递补。 如果世界杯系列赛未能进行，空出的席位会根据2019年世界锦标赛对应性别个人全能项目的名次递补。 |
| 2018年至2020年竞技体操单项世界杯系列赛积分排名 2018年11月至2019年3月、2019年11月至2021年6月29日 | 高低杠首名                            | 1个女子参赛名额                   | 不適用 | 不適用                                                               | 中国（1） | 不適用                                                               | 曾帮助所属国家/地区奥委会通过2018年或2019年世界锦标赛获得参赛席位的选手无法通过此途径为所属国家/地区奥委会争取奥运席位（以替补身份入选世锦赛团体项目名单的选手除外）。 每个国家/地区奥委会在同一性别最多只能通过该途径获得一个席位，不分单项。 如果获得席位的国家/地区奥委会放弃席位，空出的席位会按照同一单项的名次递补。 如果世界杯系列赛未能进行，空出的席位会根据2019年世界锦标赛对应性别个人全能项目的名次递补。 |
| 2018年至2020年竞技体操单项世界杯系列赛积分排名 2018年11月至2019年3月、2019年11月至2021年6月29日 | 平衡木首名                            | 1个女子参赛名额                   | 不適用 | 不適用                                                               | 日本（1） | 不適用                                                               | 曾帮助所属国家/地区奥委会通过2018年或2019年世界锦标赛获得参赛席位的选手无法通过此途径为所属国家/地区奥委会争取奥运席位（以替补身份入选世锦赛团体项目名单的选手除外）。 每个国家/地区奥委会在同一性别最多只能通过该途径获得一个席位，不分单项。 如果获得席位的国家/地区奥委会放弃席位，空出的席位会按照同一单项的名次递补。 如果世界杯系列赛未能进行，空出的席位会根据2019年世界锦标赛对应性别个人全能项目的名次递补。 |
| 2020年竞技体操个人全能世界杯系列赛积分排名[a] 取消                                              | 前3名                                 | 3个男子参赛名额 3个女子参赛名额   | 俄罗斯奥林匹克委员会（1） · 中国（1） · 日本（1） | 不適用                                                               | 美国（1） · 中国（1） · 俄罗斯奥林匹克委员会（1） | 不適用                                                               | 曾参加2018年或2019年世界锦标赛团体赛的选手可通过此途径帮助所属国家/地区奥委会获得一个席位。 每个国家/地区奥委会在同一性别最多只能通过该途径获得一个席位。 如果获得席位的国家/地区奥委会放弃席位，空出的席位会按照名次递补。 如果成功举办的个人全能世界杯分站赛少于三站，空出的席位会根据2019年世界锦标赛对应性别团体项目的预赛名次递补。 |
| 2021年欧洲竞技体操锦标赛 · 2021年4月21日至25日 · 瑞士巴塞尔                                     | 个人全能前2名                         | 2个男子参赛名额 2个女子参赛名额   | 俄罗斯奥林匹克委员会（1） · 土耳其（1） | 不適用                                                               | 俄罗斯奥林匹克委员会（1） · 罗马尼亚（1） | 不適用                                                               | 曾帮助所属国家/地区奥委会通过2018年或2019年世界锦标赛，以及体操单项或个人全能世界杯获得参赛席位的选手无法通过此途径为所属国家/地区奥委会争取奥运席位（以替补身份入选世锦赛团体项目名单的选手除外）。 每个国家/地区奥委会在同一性别最多只能通过该途径获得一个席位。 只有晋级对应性别个人全能项目决赛的国家/地区奥委会才能获得席位。 如果获得席位的国家/地区奥委会放弃席位，空出的席位会按照名次递补。 如果该大洲锦标赛未能进行，空出的席位会根据2019年世界锦标赛对应性别个人全能项目的名次递补分配给对应大洲的国家/地区奥委会。 |
| 2021年亚洲竞技体操锦标赛[b] 取消举办                                                            | 个人全能前2名                         | 2个男子参赛名额 2个女子参赛名额   | 越南（1） · 马来西亚（1） | 不適用                                                               | 斯里兰卡（1） · 印度（1） | 不適用                                                               | 曾帮助所属国家/地区奥委会通过2018年或2019年世界锦标赛，以及体操单项或个人全能世界杯获得参赛席位的选手无法通过此途径为所属国家/地区奥委会争取奥运席位（以替补身份入选世锦赛团体项目名单的选手除外）。 每个国家/地区奥委会在同一性别最多只能通过该途径获得一个席位。 只有晋级对应性别个人全能项目决赛的国家/地区奥委会才能获得席位。 如果获得席位的国家/地区奥委会放弃席位，空出的席位会按照名次递补。 如果该大洲锦标赛未能进行，空出的席位会根据2019年世界锦标赛对应性别个人全能项目的名次递补分配给对应大洲的国家/地区奥委会。 |
| 2021年大洋洲体操锦标赛 · 2021年5月13日至21日 · 黄金海岸                                         | 个人全能首名                          | 1个男子参赛名额 1个女子参赛名额   | 新西兰（1） | 不適用                                                               | （1） | 不適用                                                               | 曾帮助所属国家/地区奥委会通过2018年或2019年世界锦标赛，以及体操单项或个人全能世界杯获得参赛席位的选手无法通过此途径为所属国家/地区奥委会争取奥运席位（以替补身份入选世锦赛团体项目名单的选手除外）。 每个国家/地区奥委会在同一性别最多只能通过该途径获得一个席位。 只有晋级对应性别个人全能项目决赛的国家/地区奥委会才能获得席位。 如果获得席位的国家/地区奥委会放弃席位，空出的席位会按照名次递补。 如果该大洲锦标赛未能进行，空出的席位会根据2019年世界锦标赛对应性别个人全能项目的名次递补分配给对应大洲的国家/地区奥委会。 |
| 2021年非洲竞技体操锦标赛 · 2021年5月26日至27日 · 埃及开罗                                       | 个人全能前2名                         | 2个男子参赛名额 2个女子参赛名额   | 埃及（1） · 尼日利亚（1） | 不適用                                                               | 埃及（1） · 南非（1） | 不適用                                                               | 曾帮助所属国家/地区奥委会通过2018年或2019年世界锦标赛，以及体操单项或个人全能世界杯获得参赛席位的选手无法通过此途径为所属国家/地区奥委会争取奥运席位（以替补身份入选世锦赛团体项目名单的选手除外）。 每个国家/地区奥委会在同一性别最多只能通过该途径获得一个席位。 只有晋级对应性别个人全能项目决赛的国家/地区奥委会才能获得席位。 如果获得席位的国家/地区奥委会放弃席位，空出的席位会按照名次递补。 如果该大洲锦标赛未能进行，空出的席位会根据2019年世界锦标赛对应性别个人全能项目的名次递补分配给对应大洲的国家/地区奥委会。 |
| 2021年泛美体操锦标赛 · 2021年6月4日至13日 · 巴西里约热内卢                                      | 个人全能前2名                         | 2个男子参赛名额 2个女子参赛名额   | 巴西（1） · 美国（1） | 不適用                                                               | 巴西（1） · 哥斯达黎加（1） | 不適用                                                               | 曾帮助所属国家/地区奥委会通过2018年或2019年世界锦标赛，以及体操单项或个人全能世界杯获得参赛席位的选手无法通过此途径为所属国家/地区奥委会争取奥运席位（以替补身份入选世锦赛团体项目名单的选手除外）。 每个国家/地区奥委会在同一性别最多只能通过该途径获得一个席位。 只有晋级对应性别个人全能项目决赛的国家/地区奥委会才能获得席位。 如果获得席位的国家/地区奥委会放弃席位，空出的席位会按照名次递补。 如果该大洲锦标赛未能进行，空出的席位会根据2019年世界锦标赛对应性别个人全能项目的名次递补分配给对应大洲的国家/地区奥委会。 |
| 主办国 · 2013年9月7日 · 阿根廷布宜诺斯艾利斯                                                    | 不適用                                | 0个男子参赛名额 0个女子参赛名额   | — | 不適用                                                               | — | 不適用                                                               | 如果主办国日本放弃席位或者已经通过其他途径获得席位，空出的席位会根据2019年世界锦标赛对应性别个人全能项目的名次递补。 |
| 外卡                                                                                            | 不適用                                | 1个男子参赛名额 1个女子参赛名额   | 阿尔巴尼亚（1） | 不適用                                                               | 开曼群岛（1） | 不適用                                                               | 各国家和地区需要于2020日1月17日或之前提交提名名单。 如果获得席位的国家/地区奥委会放弃席位，空出的席位会根据2019年世界锦标赛对应性别个人全能项目的名次递补。 |
| 未使用名额重新分配 （2019年世界竞技体操锦标赛）                                                 | 不適用                                | 8个男子参赛名额 14个女子参赛名额  | 加拿大（1） · （1） · 塞浦路斯（1） · 阿塞拜疆（1） · 瑞典（1） · 白俄罗斯（1） · 挪威（1） · 捷克（1） · 智利（1）                                           | 不適用                                                               | 克罗地亚（1） · 南非（1） · 瑞典（1） · 波兰（1） · 智利（1） · 以色列（1） · 挪威（1） · 秘鲁（1） · （1） · 中华台北（1） · 阿塞拜疆（1） · 新加坡（1） · 爱尔兰（1） · 白俄罗斯（1）                                                                                   | 不適用                                                               | 每个国家/地区奥委会在同一性别上通过此途径最多能获得的席位数为一个。 如果获得席位的国家/地区奥委会放弃席位，空出的席位会根据2019年世界锦标赛对应性别个人全能项目的名次递补。 |
| 總數                                                                                            |                                       |                                   | 98 |                                                                      | 98 |                                                                      | |

- a  受2019冠状病毒病疫情影响，国际体操联合会决定取消其中两站个人全能世界杯分站赛，导致个人全能世界杯积分无法计算，最终空出的三个男子和三个女子个人全能席位按照2019年世界竞技体操锦标赛男女团体预赛的成绩进行重新分配[4]。
- b  2021年亚洲竞技体操锦标赛受2019冠状病毒病疫情影响取消举办，国际体操联合会根据2019年世界锦标赛个人全能资格赛排名分配亚洲区席位[5]。

### 艺术体操
在个人全能项目上，每个国家/地区奥委会最多可派两名选手参赛。在团体全能项目上，每个国家/地区奥委会最多可派出1队共5名选手参赛。主办国日本可确保在个人全能和团体全能项目上各获得至少一个席位。
选手年龄限制方面，入选代表团的运动员必须在2005年12月31日或之前出生。
| 資格來源                                                                     | 出線資格                     | 出線名額                         | 个人全能 | 团体全能                                   | 備註 |
| ---------------------------------------------------------------------------- | ---------------------------- | -------------------------------- | --- | ------------------------------------------ | --- |
| 2018年世界艺术体操锦标赛 · 2018年9月10日至16日 · 保加利亚索菲亚              | 团体全能前3名                | 3个团体参赛名额                  | 不適用 | 俄罗斯奥林匹克委员会 · 意大利 · 保加利亚   | 如果获得席位的国家/地区奥委会放弃席位，空出的席位会根据2019年世界锦标赛团体全能项目的名次递补。                                                     |
| 2019年世界艺术体操锦标赛 · 2019年9月16日至22日 · 巴库                        | 个人全能前16名 团体全能前5名 | 16个个人参赛名额 5个团体参赛名额 | 俄罗斯奥林匹克委员会 · 俄罗斯奥林匹克委员会 · 以色列 · 保加利亚 · 乌克兰 · 意大利 · 意大利 · 美国 · 保加利亚 · 美国 · 以色列 · 乌克兰 · 日本 · 白俄罗斯 · 白俄罗斯 · 阿塞拜疆 | 日本 · 白俄罗斯 · 以色列 · 中国 · 阿塞拜疆 | 如果获得席位的国家/地区奥委会放弃席位，空出的席位会按照同一项目的名次递补。                                                                         |
| 2020年非洲艺术体操锦标赛 · 2020年3月10日至15日 · 埃及沙姆沙伊赫              | 冠军                         | 1个个人参赛名额 1个团体参赛名额  | 埃及 | 埃及                                       | 任何空出的席位都会根据2019年世界锦标赛相应项目的名次递补。                                                                                          |
| 2020年至2021年艺术体操个人全能世界杯系列赛积分排名 2020年10月至2021年6月29日 | 前3名                        | 3个个人参赛名额                  | 斯洛文尼亚 · 日本 | 不適用                                     | 任何空出的席位都会根据2019年世界锦标赛个人全能项目的名次递补。                                                                                      |
| 2021年大洋洲体操锦标赛 · 2021年5月13日至21日 · 黄金海岸                      | 冠军                         | 1个个人参赛名额 1个团体参赛名额  | |                                            | 任何空出的席位都会根据2019年世界锦标赛相应项目的名次递补。                                                                                          |
| 2021年亚洲艺术体操锦标赛 · 2021年6月8日至10日 · 塔什干                       | 冠军                         | 1个个人参赛名额 1个团体参赛名额  | |                                            | 任何空出的席位都会根据2019年世界锦标赛相应项目的名次递补。                                                                                          |
| 2021年欧洲艺术体操锦标赛 · 2021年6月9日至13日 · 保加利亚瓦尔纳               | 冠军                         | 1个个人参赛名额 1个团体参赛名额  | 匈牙利 | 乌克兰                                     | 任何空出的席位都会根据2019年世界锦标赛相应项目的名次递补。                                                                                          |
| 2021年泛美体操锦标赛 · 2021年6月4日至13日 · 巴西里约热内卢                   | 冠军                         | 1个个人参赛名额 1个团体参赛名额  | 墨西哥 | 巴西                                       | 任何空出的席位都会根据2019年世界锦标赛相应项目的名次递补。                                                                                          |
| 主办国 · 2013年9月7日 · 阿根廷布宜诺斯艾利斯                                 | 不適用                       | 0个个人参赛名额 0个团体参赛名额  | — | —                                          | 如果主办国日本放弃席位或者已经通过其他途径获得席位，空出的席位会根据2019年世界锦标赛相应项目的名次递补。                                            |
| 外卡                                                                         | 不適用                       | 1个个人参赛名额                  | 佛得角 | 不適用                                     | 各国家和地区需要于2020日1月17日或之前提交提名名单。 如果获得席位的国家/地区奥委会放弃席位，空出的席位会根据2019年世界锦标赛个人全能项目的名次递补。 |
| 未使用名额重新分配 （2019年世界艺术体操锦标赛）                              | 不適用                       | 2个个人参赛名额 2个团体参赛名额  | | 美国                                       | 如果获得席位的国家/地区奥委会放弃席位，空出的席位会根据2019年世界锦标赛相应项目的名次递补。                                                         |
| 總數                                                                         |                              |                                  | 26 | 14 (70)                                    | |

### 蹦床
每个国家/地区奥委会最多可派出两名男选手和两名女选手参加蹦床项目。主办国日本可确保至少派出一名选手参加蹦床项目，不分性别。
选手年龄限制方面，入选代表团的运动员必须在2003年12月31日或之前出生。
| 資格來源                                                                         | 出線資格   | 出線名額                        | 男子                                                                     | 女子                                                               | 備註 |
| -------------------------------------------------------------------------------- | ---------- | ------------------------------- | ------------------------------------------------------------------------ | ------------------------------------------------------------------ | --- |
| 2019年世界彈翻床錦標賽 · 2019年11月28日至12月1日 · 日本东京                      | 前8名      | 5个男子参赛名额 6个女子参赛名额 | 中国 · 白俄罗斯 · 俄罗斯奥林匹克委员会 · 法国 · 日本                     | 中国 · 日本 · 英国 · 加拿大 · 法国 · 俄罗斯奥林匹克委员会          | 只有晋级对应项目决赛的国家/地区奥委会才能通过此途径获得席位。 每个国家/地区奥委会在同一性别上通过此途径最多能获得的席位数为一个。 如果某一性别项目在此途径分配的席位数不足8个，空出的席位会根据2019年至2020年蹦床世界杯系列赛对应性别项目的积分排名递补。                   |
| 2019年至2020年蹦床世界杯系列赛积分排名 2019年2月至10月、2020年2月至2021年6月29日 | 最低前14名 | 8个男子参赛名额 8个女子参赛名额 | 白俄罗斯 · 中国 · 俄罗斯奥林匹克委员会 · 日本 · 新西兰 · 葡萄牙 · 乌克兰 | 中国 · 日本 · 英国 · 俄罗斯奥林匹克委员会 · 美国 · 新西兰 · 墨西哥 | 曾帮助所属国家/地区奥委会通过2019年世界锦标赛获得参赛席位的选手无法通过此途径为所属国家/地区奥委会争取奥运席位。 如果获得席位的国家/地区奥委会放弃席位，空出的席位会根据名次递补。 如果世界杯系列赛未能举行，空出的席位会根据2019年世界锦标赛对应性别项目资格赛的名次递补。 |
| 2021年非洲蹦床锦标赛 · 2021年5月26日至27日 · 埃及开罗                            | 冠军       | 1个男子参赛名额 1个女子参赛名额 | 埃及                                                                     | 埃及                                                               | 各大洲资格赛仅当对应大洲无国家/地区通过2019年世界锦标赛或2019年至2020年蹦床世界杯系列赛获得席位时才会提供席位。 任何空出的席位都会根据2019年至2020年蹦床世界杯系列赛对应性别项目的积分排名递补。                                                                            |
| 2021年亚洲蹦床锦标赛                                                             | 冠军       | 0个男子参赛名额 0个女子参赛名额 | —                                                                        | —                                                                  | 各大洲资格赛仅当对应大洲无国家/地区通过2019年世界锦标赛或2019年至2020年蹦床世界杯系列赛获得席位时才会提供席位。 任何空出的席位都会根据2019年至2020年蹦床世界杯系列赛对应性别项目的积分排名递补。                                                                            |
| 2021年欧洲蹦床锦标赛 · 2021年4月29日至5月2日 · 俄羅斯索契                        | 冠军       | 0个男子参赛名额 0个女子参赛名额 | —                                                                        | —                                                                  | 各大洲资格赛仅当对应大洲无国家/地区通过2019年世界锦标赛或2019年至2020年蹦床世界杯系列赛获得席位时才会提供席位。 任何空出的席位都会根据2019年至2020年蹦床世界杯系列赛对应性别项目的积分排名递补。                                                                            |
| 2021年大洋洲体操锦标赛 · 2021年5月13日至21日 · 黄金海岸                          | 冠军       | 0个男子参赛名额 0个女子参赛名额 | —                                                                        | —                                                                  | 各大洲资格赛仅当对应大洲无国家/地区通过2019年世界锦标赛或2019年至2020年蹦床世界杯系列赛获得席位时才会提供席位。 任何空出的席位都会根据2019年至2020年蹦床世界杯系列赛对应性别项目的积分排名递补。                                                                            |
| 2021年泛美体操锦标赛 · 2021年6月4日至13日 · 巴西里约热内卢                       | 冠军       | 1个男子参赛名额 0个女子参赛名额 | 哥伦比亚                                                                 | —                                                                  | 各大洲资格赛仅当对应大洲无国家/地区通过2019年世界锦标赛或2019年至2020年蹦床世界杯系列赛获得席位时才会提供席位。 任何空出的席位都会根据2019年至2020年蹦床世界杯系列赛对应性别项目的积分排名递补。                                                                            |
| 主办国 · 2013年9月7日 · 阿根廷布宜诺斯艾利斯                                     | 不適用     | 0个男子参赛名额 0个女子参赛名额 | —                                                                        | —                                                                  | 如果主办国未能通过其他途径获得任何蹦床席位，该国可在资格赛全部结束后拥有一个参赛名额，不分性别。 如果主办国日本放弃席位或者已经通过其他途径获得席位，空出的席位会根据2019年世界锦标赛相应项目的名次递补。                                                                   |
| 外卡                                                                             | 不適用     | 0个男子参赛名额 0个女子参赛名额 | —                                                                        | —                                                                  | 国际体操联合会在蹦床项目上仅分配一个外卡名额，不分性别。 各国家和地区需要于2020日1月15日或之前提交提名名单。 只有参加过2019年世界锦标赛个人网上项目的选手才有机会获得外卡资格。 如果获得席位的国家/地区奥委会放弃席位，空出的席位会根据2019年世界锦标赛相应项目的名次递补。 |
| 未使用名额重新分配 （2019年世界蹦床锦标赛）                                      | 不適用     | 1个男子参赛名额 1个女子参赛名额 | 美国                                                                     | 加拿大                                                             | |
| 總數                                                                             |            |                                 | 16                                                                       | 16                                                                 | |

## 赛程
以下是体操项目的具体赛程安排：
| Q | 资格赛 | F | 决赛 |

| 日期→项目↓   | 2021年7月   | 2021年7月   | 2021年7月   | 2021年7月   | 2021年7月   | 2021年7月   | 2021年7月   | 2021年7月   | 2021年7月   | 2021年7月   | 2021年8月  | 2021年8月  | 2021年8月  | 2021年8月  | 2021年8月  | 2021年8月  | 2021年8月  | 2021年8月  |
| 日期→项目↓   | 24日 （六） | 25日 （日） | 26日 （一） | 27日 （二） | 28日 （三） | 29日 （四） | 30日 （五） | 30日 （五） | 31日 （六） | 31日 （六） | 1日 （日） | 2日 （一） | 3日 （二） | 4日 （三） | 5日 （四） | 6日 （五） | 7日 （六） | 8日 （日） |
| ------------ | ----------- | ----------- | ----------- | ----------- | ----------- | ----------- | ----------- | ----------- | ----------- | ----------- | ---------- | ---------- | ---------- | ---------- | ---------- | ---------- | ---------- | ---------- |
| 竞技体操     |             |             |             |             |             |             |             |             |             |             |            |            |            |            |            |            |            |            |
| 男子团体     | Q           |             | F           |             |             |             |             |             |             |             |            |            |            |            |            |            |            |            |
| 男子个人全能 | Q           |             |             |             | F           |             |             |             |             |             |            |            |            |            |            |            |            |            |
| 男子自由体操 | Q           |             |             |             |             |             |             |             |             |             | F          |            |            |            |            |            |            |            |
| 男子鞍马     | Q           |             |             |             |             |             |             |             |             |             | F          |            |            |            |            |            |            |            |
| 男子吊环     | Q           |             |             |             |             |             |             |             |             |             |            | F          |            |            |            |            |            |            |
| 男子跳马     | Q           |             |             |             |             |             |             |             |             |             |            | F          |            |            |            |            |            |            |
| 男子双杠     | Q           |             |             |             |             |             |             |             |             |             |            |            | F          |            |            |            |            |            |
| 男子单杠     | Q           |             |             |             |             |             |             |             |             |             |            |            | F          |            |            |            |            |            |
| 女子团体     |             | Q           |             | F           |             |             |             |             |             |             |            |            |            |            |            |            |            |            |
| 女子个人全能 |             | Q           |             |             |             | F           |             |             |             |             |            |            |            |            |            |            |            |            |
| 女子跳马     |             | Q           |             |             |             |             |             |             |             |             | F          |            |            |            |            |            |            |            |
| 女子高低杠   |             | Q           |             |             |             |             |             |             |             |             | F          |            |            |            |            |            |            |            |
| 女子自由体操 |             | Q           |             |             |             |             |             |             |             |             |            | F          |            |            |            |            |            |            |
| 女子平衡木   |             | Q           |             |             |             |             |             |             |             |             |            |            | F          |            |            |            |            |            |
| 艺术体操     |             |             |             |             |             |             |             |             |             |             |            |            |            |            |            |            |            |            |
| 女子个人全能 |             |             |             |             |             |             |             |             |             |             |            |            |            |            |            | Q          | F          |            |
| 女子团体全能 |             |             |             |             |             |             |             |             |             |             |            |            |            |            |            |            | Q          | F          |
| 蹦床         |             |             |             |             |             |             |             |             |             |             |            |            |            |            |            |            |            |            |
| 男子个人     |             |             |             |             |             |             |             |             | Q           | F           |            |            |            |            |            |            |            |            |
| 女子个人     |             |             |             |             |             |             | Q           | F           |             |             |            |            |            |            |            |            |            |            |

## 参赛代表团
以下代表团获得体操项目的参赛资格：
- 阿尔巴尼亚（1）
- 阿根廷（1）
- 亚美尼亚（1）
- （11）
- 奥地利（1）
- 阿塞拜疆（8）
- 白俄罗斯（11）
- 比利时（4）
- 巴西（12）
- 保加利亚（8）
- 加拿大（7）
- 佛得角（1）
- 开曼群岛（1）
- 智利（2）
- 中国（21）
- 哥伦比亚（1）
- 哥斯达黎加（1）
- 克罗地亚（2）
- 古巴（1）
- 塞浦路斯（1）
- 捷克（1）
- 埃及（11）
- 法国（9）
- （1）
- 德国（8）
- 英国（10）
- 希腊（1）
- 中国香港（1）
- 匈牙利（2）
- 印度（1）
- 爱尔兰（2）
- 以色列（10）
- 意大利（14）
- 牙买加（1）
- 日本（22）
- （2）
- 立陶宛（1）
- 马来西亚（2）
- 墨西哥（4）
- 荷兰（6）
- 新西兰（3）
- 尼日利亚（1）
- 挪威（2）
- 秘鲁（1）
- 菲律宾（1）
- 波兰（1）
- 葡萄牙（2）
- 罗马尼亚（3）
- 俄罗斯奥林匹克委员会（23）
- 新加坡（1）
- 斯洛伐克（1）
- 斯洛文尼亚（1）
- 南非（2）
- 韩国（7）
- 西班牙（9）
- 斯里兰卡（1）
- 瑞典（2）
- 瑞士（5）
- 中华台北（5）
- 土耳其（5）
- 乌克兰（13）
- 美国（20）
- （8）
- 越南（2）

## 獎牌榜
*   主办国家/地区（日本）
| 排名                      | 国家 / 地区                 | 金牌 | 銀牌 | 銅牌 | 总计 |
| ------------------------- | --------------------------- | ---- | ---- | ---- | ---- |
| 1                         | 中国（CHN）                 | 4    | 5    | 2    | 11   |
| 2                         | 俄罗斯奥林匹克委员会（ROC） | 2    | 4    | 4    | 10   |
| 3                         | 美国（USA）                 | 2    | 2    | 2    | 6    |
| 4                         | 日本（JPN）*                | 2    | 1    | 2    | 5    |
| 5                         | 以色列（ISR）               | 2    | 0    | 0    | 2    |
| 6                         | 巴西（BRA）                 | 1    | 1    | 0    | 2    |
| 7                         | 英国（GBR）                 | 1    | 0    | 2    | 3    |
| 8                         | 白俄罗斯（BLR）             | 1    | 0    | 1    | 2    |
| 8                         | 韩国（KOR）                 | 1    | 0    | 1    | 2    |
| 10                        | 比利时（BEL）               | 1    | 0    | 0    | 1    |
| 10                        | 保加利亚（BUL）             | 1    | 0    | 0    | 1    |
| 12                        | 意大利（ITA）               | 0    | 1    | 1    | 2    |
| 13                        | 克罗地亚（CRO）             | 0    | 1    | 0    | 1    |
| 13                        | 西班牙（ESP）               | 0    | 1    | 0    | 1    |
| 13                        | 德国（GER）                 | 0    | 1    | 0    | 1    |
| 13                        | 中华台北（TPE）             | 0    | 1    | 0    | 1    |
| 17                        | 亚美尼亚（ARM）             | 0    | 0    | 1    | 1    |
| 17                        | 希腊（GRE）                 | 0    | 0    | 1    | 1    |
| 17                        | 新西兰（NZL）               | 0    | 0    | 1    | 1    |
| 17                        | 土耳其（TUR）               | 0    | 0    | 1    | 1    |
| 总计（共20个国家 / 地区） | 总计（共20个国家 / 地区）   | 18   | 18   | 19   | 55   |

## 獎牌得主

### 競技體操

#### 男子
| 項目              | 金牌 | 金牌      | 银牌                                                | 银牌      | 铜牌                                          | 铜牌      |
| 團體全能 （詳細） | 俄罗斯奥林匹克委员会（ROC） · 丹尼斯·阿布利亚津 · 达维德·别利亚夫斯基 · 阿尔图尔·达拉洛扬 · 尼基塔·纳戈尔内 | 262.500分 | 日本（JPN） · 橋本大輝 · 萱和磨 · 北園丈琉 · 谷川航 | 262.397分 | 中国（CHN） · 林超攀 · 孙炜 · 肖若腾 · 邹敬园 | 261.894分 |
| 個人全能 （詳細） | 橋本大輝 · 日本（JPN）                                                                                      | 88.465分  | 肖若腾 · 中国（CHN）                                | 88.065分  | 尼基塔·纳戈尔内 · 俄罗斯奥林匹克委员会（ROC） | 88.031分  |
|                   | |           |                                                     |           |                                               |           |
| （詳細）          | 阿尔乔姆·多尔戈皮亚特 · 以色列（ISR）                                                                       | 14.933分  | 拉伊德莱·萨帕塔 · 西班牙（ESP）                     | 14.933分  | 肖若腾 · 中国（CHN）                          | 14.766分  |
| 單槓 （詳細）     | 橋本大輝 · 日本（JPN）                                                                                      | 15.066分  | 蒂恩·斯爾比奇 · 克罗地亚（CRO）                     | 14.900分  | 尼基塔·纳戈尔内 · 俄罗斯奥林匹克委员会（ROC） | 14.533分  |
| 雙槓 （詳細）     | 邹敬园 · 中国（CHN）                                                                                        | 16.233分  | 盧卡斯·道瑟 · 德国（GER）                           | 15.700分  | 費爾哈特·阿勒詹 · 土耳其（TUR）               | 15.633分  |
| 鞍馬 （詳細）     | 馬克斯·惠特洛克 · 英国（GBR）                                                                               | 15.583分  | 李智凱 · 中华台北（TPE）                            | 15.400分  | 萱和磨 · 日本（JPN）                          | 14.900分  |
| 吊環 （詳細）     | 刘洋 · 中国（CHN）                                                                                          | 15.500分  | 尤浩 · 中国（CHN）                                  | 15.300分  | 埃莱夫塞里奥斯·佩特鲁尼亚斯 · 希腊（GRE）     | 15.200分  |
| 跳馬 （詳細）     | 申在煥 · 韩国（KOR）                                                                                        | 14.783分  | 丹尼斯·阿布利亚津 · 俄罗斯奥林匹克委员会（ROC）     | 14.783分  | 阿尔图尔·达夫强 · 亚美尼亚（ARM）             | 14.733分  |

#### 女子
| 項目              | 金牌 | 金牌      | 银牌                                                                | 银牌      | 铜牌                                                                          | 铜牌      |
| 團體全能 （詳細） | 俄罗斯奥林匹克委员会（ROC） · 莉莉婭·阿哈伊莫娃 · 維多利亞·麗絲圖諾娃 · 安格林娜·梅利尼科娃 · 弗拉迪斯拉娃·烏拉佐娃 | 169.528分 | 美国（USA） · 西蒙·拜爾斯 · 喬丹·切爾斯 · 蘇妮薩·李 · 葛莉絲·麥卡倫 | 166.096分 | 英国（GBR） · 珍妮佛·加迪洛娃 · 潔西卡·加迪洛娃 · 愛麗絲·金塞拉 · 艾蜜莉·摩根 | 164.096分 |
| 個人全能 （詳細） | 蘇妮薩·李 · 美国（USA）                                                                                             | 57.433分  | 麗貝卡·安得拉迪 · 巴西（BRA）                                       | 57.298分  | 安格林娜·梅利尼科娃 · 俄罗斯奥林匹克委员会（ROC）                             | 57.199分  |
|                   | |           |                                                                     |           |                                                                               |           |
| 跳馬 （詳細）     | 麗貝卡·安得拉迪 · 巴西（BRA）                                                                                       | 15.083分  | 麦凯拉·斯金内尔 · 美国（USA）                                       | 14.916分  | 吕书晶 · 韩国（KOR）                                                          | 14.733分  |
| 高低槓 （詳細）   | 妮娜·德瓦尔 · 比利时（BEL）                                                                                         | 15.200分  | 阿納斯塔西婭·伊利揚科娃 · 俄罗斯奥林匹克委员会（ROC）               | 14.833分  | 蘇妮薩·李 · 美国（USA）                                                       | 14.500分  |
| 平衡木 （詳細）   | 管晨辰 · 中国（CHN）                                                                                                | 14.633分  | 唐茜靖 · 中国（CHN）                                                | 14.233分  | 西蒙·拜爾斯 · 美国（USA）                                                     | 14.000分  |
| 自由體操 （詳細） | 杰德·凯里 · 美国（USA）                                                                                             | 14.366分  | 瓦内莎·费拉里 · 意大利（ITA）                                       | 14.200分  | 村上茉愛 · 日本（JPN）安格林娜·梅利尼科娃 · 俄罗斯奥林匹克委员会（ROC）       | 14.166分  |

### 韻律體操
| 項目              | 金牌 | 金牌      | 银牌 | 银牌      | 铜牌 | 铜牌      |
| 個人全能 （詳細） | 利諾伊·阿什拉姆 · 以色列（ISR）                                                                             | 107.800分 | 迪娜·阿維林娜 · 俄罗斯奥林匹克委员会（ROC）                                                                                                 | 107.650分 | 阿麗娜·戈爾諾西科 · 白俄罗斯（BLR）                                                                       | 102.700分 |
| 團體全能 （詳細） | 保加利亚（BUL） · 西蒙娜·迪扬科娃 · 斯特凡妮·基里亚科娃 · 玛德伦·拉杜卡诺娃 · 劳拉·特拉茨 · 埃丽卡·扎菲罗娃 | 92.100分  | 俄罗斯奥林匹克委员会（ROC） · 阿纳斯塔西娅·布利兹纽克 · 阿纳斯塔西娅·马克西莫娃 · 安格林娜·什卡托娃 · 阿纳斯塔西娅·塔塔列娃 · 阿莉萨·季先科 | 90.700分  | 意大利（ITA） · 马丁娜·琴托凡蒂 · 阿涅塞·杜兰蒂 · 阿莱西娅·毛雷利 · 达妮埃拉·莫古雷安 · 马丁娜·圣安德烈亚 | 87.700分  |

### 蹦床
| 項目              | 金牌                                | 金牌     | 银牌                 | 银牌     | 铜牌                        | 铜牌     |
| 男子個人 （詳細） | 伊萬·利特維諾維奇 · 白俄罗斯（BLR） | 61.715分 | 董栋 · 中国（CHN）   | 61.235分 | 迪倫·施密特 · 新西兰（NZL） | 60.675分 |
| 女子個人 （詳細） | 朱雪莹 · 中国（CHN）                | 56.635分 | 刘灵玲 · 中国（CHN） | 56.350分 | 布里奧尼·佩吉 · 英国（GBR） | 55.735分 |

## 外部連結
- 國際體操總會（页面存档备份，存于）
- (PDF). （原始内容 (PDF)存档于2021-10-09）.
- (PDF). （原始内容 (PDF)存档于2021-10-05）.
- (PDF). （原始内容 (PDF)存档于2021-10-09）.